# Waleri Walentinowitsch Schmarow
Waleri Walentinowitsch Schmarow (russisch Валерий Валентинович Шмаров; * 23. Februar 1965 in Woronesch) ist ein ehemaliger russischer Fußballspieler und heutiger -trainer.

## Karriere
Schmarow feierte seine größten Erfolge mit Spartak Moskau. 1987 und 1989 wurde er Sowjetischer Meister, 1990 sicherte er sich den Titel des Torschützenkönigs.
1991 wechselte Schmarow in die Bundesliga zum Karlsruher SC. Dort machte er in der Europapokalsaison 1993/94 auf sich aufmerksam, als er mit dem Verein bis ins Halbfinale des Wettbewerbs vordrang. Neben Siegen gegen die PSV Eindhoven, Girondins Bordeaux und Boavista Porto war es insbesondere der 7:0-Erfolg im Zweitrunden-Rückspiel gegen den FC Valencia, der für Furore sorgte. In dieser Partie, die als Wunder vom Wildpark in die Geschichte einging, schoss Schmarow ein Tor und gab zwei Vorlagen.
1996 kehrte er zu Spartak Moskau nach Russland zurück und gewann die Russische Meisterschaft. Im Jahr 2002 beendete er seine Karriere.

## Erfolge
- Sowjetischer Meister: 1987, 1989
- Sowjetischer Torschützenkönig: 1990
- Russischer Meister: 1996